# 谷重雄
谷重雄（たにしげお）は、日本の建築経済学者。エンゲル係数と住居費率との間にどのような関係「住宅費負担限度率」など考案。
旧内務省神社局技師で社寺建築に携わった後、旧東京都立大学 (1949-2011)工学部教授で工学部長も歴任。内閣資源調査会専門委員、日本建築積算協会会長など歴任。1986年、日本建築学会賞大賞受賞。
著書に『建築経済学』『建築学大系 3. 建築経済』など。